# Robert Bart
Robert Jean Louis Bart (ur. 21 czerwca 1930 w Merville, zm. 15 stycznia 2003 w Lille) – francuski lekkoatleta, płotkarz, wicemistrz igrzysk śródziemnomorskich, olimpijczyk.
Wystąpił na igrzyskach olimpijskich w 1952 w Helsinkach, gdzie odpadł w ćwierćfinale biegu na 400 metrów przez płotki, a francuska sztafeta 4 × 400 metrów w składzie: Jean-Pierre Goudeau, Bart, Jacques Degats i Jean-Paul Martin du Gard zajęła w finale 6. miejsce. Ustanowiła wówczas rekord Francji czasem 3:10,2. Bart odpadł w półfinale biegu na 400 metrów przez płotki na mistrzostwach Europy w 1954 w Bernie.
Zdobył srebrny medal w tej konkurencji na igrzyskach śródziemnomorskich w 1955 w Barcelonie, przegrywając jedynie ze swym kolegą z reprezentacji Francji Guyem Curym, a wyprzedzając obrońcę tytułu Armando Filiputa z Włoch.
Był mistrzem Francji w biegu na 400 metrów przez płotki w 1952 i 1954 oraz wicemistrzem w 1951, 1953 i 1955.
Rekordy życiowe Barta:
- bieg na 400 metrów – 48,6 s (1952)
- bieg na 200 metrów przez płotki – 25,0 s 5)(1954)
- bieg na 400 metrów przez płotki – 52,6 s (1955)